# DrugBank
DrugBank是加拿大阿爾伯塔大學提供的一个生物信息学和化学信息学数据库，它提供了约8700种药物的详细资料。